# Mesih Pascià
Mesih Pascià in turco ottomano: مسيح پاشا (XV secolo – Istanbul, Novembre 1501) è stato un politico e militare ottomano di origine greca-bizantina. Si suppone che fosse un nipote dell'ultimo imperatore bizantino, Costantino XI Paleologo. Fu Capitan pascià (grande ammiraglio) della Marina ottomana e Gran Visir dell'Impero Ottomano nel 1501.

## Biografia

### Primi anni
Mesih era imparentato con i Paleologi, l'ultima dinastia regnante dell'Impero bizantino. Secondo la cinquecentesca Ecthesis Chronica, era figlio di un certo Gido Paleologo, identificato dalla contemporanea Historia Turchesca (attribuita a Donado da Lezze o Giovanni Maria Angiolello) come fratello di un imperatore bizantino. Si ritiene comunemente che questo imperatore fosse Costantino XI Paleologo, l'ultimo imperatore bizantino, ucciso durante la caduta di Costantinopoli dal sultano ottomano Mehmed II nel 1453. Se fosse vero, poiché Costantino XI morì senza figli e se gli Ottomani non fossero riusciti a conquistare Costantinopoli, Mesih o Hass Murad avrebbero potuto succedergli. Mesih è invece diventato uno degli uomini più potenti dello stato che ha distrutto l'impero bizantino. Il cronista bizantino-italiano Teodoro Spandugnino, affermava che Mesih era il fratello di sua nonna paterna, scrisse che Mesih aveva dieci anni al tempo della caduta di Costantinopoli. Lui e due dei suoi fratelli, uno dei quali era Hass Murad Pascià, furono catturati, convertiti all'Islam e cresciuti come paggi sotto gli auspici del sultano Mehmed II, come parte del sistema devşirme.

### Carriera sotto Mehmed II
Mesih è attestato per la prima volta nei resoconti storici nel 1470, periodo in cui era il sanjak-bey di Gallipoli. Essendo Gallipoli la principale base navale ottomana, il sanjak-bey era anche il comandante di gran parte della flotta. In questa veste si distinse nella conquista ottomana dell'Eubea (Signoria di Negroponte) e contro i veneziani durante la guerra turco-veneziana (1463-1479). Tuttavia, gli archivi veneziani documentano che subito dopo si offrì di cedere Gallipoli e la sua flotta a Venezia, in cambio di 40.000 ducati d'oro e la possibilità di diventare sovrano della Morea (la penisola del Peloponneso nella Grecia meridionale), che era stata a lungo un dispotato autonomo sotto gli imperatori Paleologi.
Mesih fu elevato al grado di visir nel governo imperiale centrale (Dîvân-i humâyûn) nel 1476 o all'inizio del 1477; documenti contemporanei lo mostrano già come secondo visir nel 1478, ma la Historia Turchesca riporta che fu "appena nominato" quarto visir nel 1480, quando gli fu dato il comando dell'esercito e della marina ottomana durante l'assedio di Rodi nel 1480. Il suo fallimento nella conquista di Rodi portò alla sua dimissione dal visirato, ma mantenne il suo governatore di Gallipoli e il suo incarico di comandante in capo della marina. Lo storico della fine del XVI secolo Münejjim Bashi include Mesih tra i Gran Visir di Mehmed II, ma questa è molto probabilmente una confusione dovuta al suo incarico di visir durante questo periodo.

### Carriera sotto Bayezid II
Dopo la morte di Mehmed II, i principali ufficiali militari provenienti dal devşirme riuscirono ad installare Bayezid II sul trono. Come membro di spicco di questa fazione, Mesih tornò nel dîvân come visir. Facendo affidamento sul sostegno dei giannizzeri, il capo della fazione di origine devşirme, il Gran Visir Gedik Ahmet Pascià, ostentò il suo potere e dicendo che fosse solidale con il fratellastro rivale di Bayezid, Cem. Mesih, invece, fu attento a guadagnarsi la fiducia di Bayezid e si oppose alle rivendicazioni di Cem. Nell'estate del 1482, Bayezid fece imprigionare nel palazzo Gedik Ahmed. In risposta, i giannizzeri infuriati invasero il palazzo e Mesih fu inviato a negoziare con loro. Riuscì a placarli promettendo, tra le altre cose, che solo i membri provenienti dal devşirme sarebbero diventati visir. Mesih dimostrò così sia la sua lealtà che le sue capacità diplomatiche, e riuscì a diventare uno dei funzionari del gruppo del devşirme che da questo momento in avanti arrivò a dominare il dîvân. Per controbilanciarli, Bayezid iniziò a nominare eunuchi capi (Kapi Agha) di fiducia come governatori di importanti governatorati provinciali.
Le credenziali diplomatiche di Mesih furono ulteriormente portate in risalto quando Cem fuggì dai Cavalieri Ospedalieri a Rodi. Nei successivi negoziati, Gedik Ahmed assunse una posizione intransigente, ma Mesih riuscì a trovare un compromesso reciprocamente accettabile, migliorando ulteriormente la sua reputazione agli occhi del Sultano. Il sostegno di Mesih all'interno del palazzo gli permise di resistere alla deposizione e all'esecuzione di Gedik Ahmed il 18 novembre 1482. Nel febbraio 1483, fu promosso come secondo visir all'interno del Dîvân.  Alcune fonti suggeriscono che successe a Ishak Pascià come Gran Visir nell'autunno del 1483, rimanendo in carica fino al 1485, ma la maggior parte degli storici ritiene che Davud Pascià mantenne la carica durante quel periodo, con Mesih come suo vice, come è registrato nei documenti contemporanei.

### Caduta in disgrazia e ritorno ai favori
Per ragioni sconosciute, nel gennaio 1485 Mesih cadde in disgrazia con Bayezid e gli fu tolto il grado di visirato, retrocesso a subashi (governatore della città) di Filibe. Fu quindi mandato nell'Eyalet di Kefe, un luogo popolare per la punizione dei funzionari caduti in disgrazia, come il suo beilerbei. Probabilmente rimase lì fino a quando non fu sostituito nel 1489, e nel 1497 viene poi menzionato come sanjak bey di Akkerman. In quest'ultimo incarico fu determinante per fermare un'azione polacca in Moldavia durante la guerra polacco-ottomana (1485-1503), e riguadagnò il favore imperiale inviando a Bayezid i nobili polacchi e 29 stendardi catturati.
Dopo la sua vittoria, Mesih compì il suo hajj (pellegrinaggio alla Mecca) nel 1499. Ciò sembra confermare i rapporti sulla religiosità di Mesih, Spandugnino scrisse che "era un feroce nemico dei cristiani", in particolare dal momento che nessun altro visir o sultano ottomano del periodo eseguì il pellegrinaggio a causa delle pesanti esigenze del proprio incarico. Inoltre, come suggerisce Halil İnalcık, il pellegrinaggio fu un'ottima scusa per lasciare il suo posto e poter visitare Costantinopoli, dove poteva perorare il suo richiamo nella capitale. Infatti, con un'altra guerra ottomano-veneziana che era scoppiata, l'esperienza navale di Mesih e la conoscenza dei veneziani portarono alla sua reintegrazione come secondo visir nel dîvân al suo ritorno dalla Mecca.

### Gran visierato e morte
Nella primavera del 1501, Mesih fu nominato Gran Visir e lasciò Costantinopoli per sopprimere la ribellione della tribù dei Varsak dell'Oghuz in Anatolia che sosteneva un pretendente Karamanide noto come Mustafa. Grazie alle sue capacità diplomatiche, Mesih riuscì a convincere i Varsak a porre fine al loro sostegno a Mustafa. Al suo ritorno a Costantinopoli, avvenne l'invasione franco-veneziana di Lesbo, che fece infuriare così tanto Bayezid che colpì Mesih con il suo arco. Poco dopo Mesih fu ferito mentre sovrintendeva alla soppressione di un incendio a Galata, e morì per le ferite (novembre 1501).
Fu sepolto in una moschea eretta da suo fratello nel distretto di Aksaray di Costantinopoli, che Mesih aveva completato dopo la morte in battaglia di Hass Murad. Mesih aveva anche fatto costruire una moschea a Gallipoli nel c. 1478.

## Famiglia
Mesih aveva tre figli conosciuti: Ali Bey, Mahmud Čelebi e Bali Bey, che servirono come sanjak-bey di Vučitrn (Pristina) nel 1503.